# Guiè
Guiè, parfois orthographié Gyé, est une localité située dans le département de Dapélogo de la province du Bassitenga dans la région de Oubri au Burkina Faso.

## Géographie
Guiè est situé dans le nord du département, à 10 km au nord-ouest de Dapélogo, à 3 km à l'est de Gademtenga, ainsi qu'à 6 km à l'est d'Ourgou et de la route nationale 22.

## Économie
Guiè est une commune agricole tournée vers les cultures traditionnelles mais elle accueille également une ferme-pilote (AZN) cultivant des périmètres bocagers. De plus, le nouveau marché de Guiè, localisé sur la route Gademtenga-Ourgou reliant le village à la RN 22, est l'un des principaux de la zone.

## Santé et éducation
Le centre de soins le plus proche de Guiè est le centre de santé et de promotion sociale (CSPS) de Gademtenga, tandis que le centre médical avec antenne chirurgicale (CMA) de la province se trouve à Ziniaré. En 2017, une borne-fontaine d'adduction d'eau potable simplifiée (AEPS) est installée par la Croix-Rouge burkinabè (en) dans le village.
En ce qui concerne l'éducation, le village possède deux écoles primaires publiques (A et B), mais surtout l'un des quatre collèges d'enseignement général (CEG) du département et le lycée départemental.